# Хилфигер, Томми
То́мас Дже́йкоб Хилфи́гер (англ. Thomas Jacob Hilfiger, род. 24 марта 1951, Элмайра, Нью-Йорк) — американский модельер и предприниматель, основатель бренда Tommy Hilfiger. Обладатель звания «Лучший дизайнер мужской одежды» (1995) и лауреат премии Джоффри Бина за пожизненные заслуги (2012) от Совета модельеров Америки.

## Биография
Томми Хилфигер родился и вырос в Элмайре, штат Нью-Йорк. Он был вторым ребёнком из девяти. В 1969 году он окончил школу, после чего летом подрабатывал в магазине одежды на Кейп-Коде. Родители Томми хотели, чтобы он пошёл в колледж и получил образование, однако юноша решил бросить учёбу. В 1971 году, использовав накопленные 150$, он вместе с другом открыл в родном городе магазинчик одежды People’s Place. Для закупок одежды они самостоятельно ездили на машине в Нью-Йорк. Недовольный ассортиментом, вскоре Томми сам начал пытаться моделировать одежду. В 1977 году магазин обанкротился, после чего Томми решил получить образование в области ведения модного бизнеса. Он переехал в Нью-Йорк, где работал на разные компании, связанные с производством и продажей одежды, включая Calvin Klein и Perry Ellis.
В 1979 году он основал собственную компанию под именем Tommy Hill. Одним из его первых клиентов стала фирма Jordache, специализирующаяся на выпуске джинсов. В 1981 он открыл фирму 20th Century Survival, а в 1982 году — Click Point, которая занималась выпуском женской одежды. Чтобы расширить область своих знаний, Томми ездил в Индию, где учился технологическим тонкостям прямо на производстве.
В 1984 году он вышел на индийского предпринимателя Мохана Мурджани (Mohan Murjani) и начал вести с ним переговоры о создании собственного бренда. В 1985 году при помощи инвестиций The Murjani Group Хилфигер основал Tommy Hilfiger Corporation. Фирма сразу заявила о себе с помощью широкой рекламной кампании — в частности, реклама одежды была размещена на Таймс-сквер в Нью-Йорке. В 1989 году «Группа Мурджани» вышла из бизнеса. Компания была переформирована в Tommy Hilfiger, Inc., деньги в которую вложили инвесторы Силас Чу из Гонконга и Лоуренс Стролл из Канады. В 1992 году акции компании начали торговаться на бирже, в том же году была выпущена первая коллекция мужской одежды Томми Хилфигера. В 1995 году Хилфигер был назван «Лучшим дизайнером мужской одежды», получив награду от Совета модельеров Америки.
К 2004 году компания расширилась, на её предприятиях работало более пяти с половиной тысяч человек, а доходы превышали 1,8 миллиарда долларов США. В 2006 году количество продаж упало, и модельер решил продать компанию. Бренд за 1,6 млрд долларов выкупила инвестиционная компания Apax Partners, при этом Хилфигер остался главным дизайнером, возглавляя дизайнерские команды и контролируя весь творческий процесс. В 2010 году бренд Tommy Hilfiger был перепродан уже за 3 млрд долларов Phillips-Van Heusen Corporation, владеющей такими торговыми марками, как Calvin Klein и Timberland.
16 апреля 2008 года Хилфигер совместно с компанией Sony BMG запустил новый проект — телевизионный канал в интернете Tommy TV, посвящённый моде и музыке.
Хилфигер также является филантропом в области спорта. В 1990-х годах он активно поддерживал некоторые команды Формулы-1. Также в начале 2000-х годов усиленно опекал команду Феррари.